# 希拉克略
希拉克略（拉丁語：Heraclius，羅馬化：Hērákleios，约575年—641年2月11日），亦译作赫拉克利乌斯，又稱為小希拉克略。東羅馬（拜占庭）帝國皇帝（610－641年在位）。608年，他与父亲阿非利加总督老希拉克略一起发动针对皇帝福卡斯的叛乱，并于610年进军君士坦丁堡，打败并处死了福卡斯，同年10月5日加冕称帝。
希拉克略的皇帝生涯中，最重大的事件是两场大规模战争，首先是602年-628年的东罗马-萨珊战争，这场战争开始于福卡斯在位时期，希拉克略即位时，帝国已失去了一些领土，他试图发起反击，但在叙利亚被击败，波斯军随后占领了叙利亚、巴勒斯坦和埃及，兵锋直抵君士坦丁堡对岸的迦克墩。面对危急的形势，他采取一系列手段重建了一支有战斗力的军队。622年后，希拉克略发起反攻，数次深入波斯远征，最终于627年的尼尼微战役中打败波斯人。随后萨珊君主库斯老二世被儿子杀死，新王喀瓦德二世向希拉克略求和，放弃了占领的所有东罗马帝国领土。在这次战争中，希拉克略展现了自己的战争天才，得到了历史学家的赞美。
但在随后的阿拉伯人入侵中，东罗马帝国一败再败，到希拉克略去世时，叙利亚和埃及的大部分都已沦陷。
内政上，希拉克略通过推行新的折衷教义——基督一志论，试图解决帝国内正统教义和一性论派之间长期的矛盾，甚至希望把早已分离的東方教會（聂斯托利派，即景教）也团结到统一教会中来。但最终，这一计划遭到了各教派共同的反对而失败。在他治下，帝国希腊化的程度继续加深，希腊语成为官方语言，他也成为第一个自称“巴西琉斯”的东罗马皇帝。另外，希拉克略的传说和故事在西欧和伊斯兰社会中都有流传。

## 早期经历

### 家族
希拉克略是老希拉克略和埃皮菲妮娅（Epiphania）的长子，他的家族来自卡帕多西亚，可能有亚美尼亚血统，甚至可能是著名的阿尔萨息王朝的后裔。除此之外，人们对其祖先知之甚少，他的父亲在波斯战争中是一位重要将领，他於590年参与了莫里斯皇帝攻打萨珊王朝篡位者巴赫拉姆·楚宾的战役。战争结束后，老希拉克略出任阿非利加总督。

### 叛乱与登位

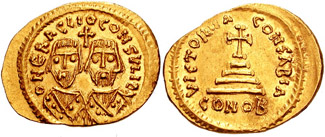
印有希拉克略及其父穿执政官袍的半身像的金索利都，铸于叛乱期间

608年，老希拉克略开始不服从福卡斯的统治，尽管没有直接称帝，但他铸造了有他和儿子希拉克略穿着执政官袍的半身像的金币。老希拉克略派遣侄子尼刻塔斯攻打埃及，609年，他打败了福卡斯的部将博努苏斯，占领了行省。同时，小希拉克略登船向君士坦丁堡进发，途中经过西西里和塞浦路斯。

到达君士坦丁堡时，他已与城中的贵族取得联系，福卡斯的女婿普利斯库斯带领的帝国卫队也转向希拉克略一边，他没有受到多少有组织的抵抗就进入城市，福卡斯被贵族普罗波斯抓住送给希拉克略。在希拉克略处死他之前，两人进行了著名的对话：
|  | 希拉克略说：“你就是这样统治国家的吗，恶棍?” 福卡斯突然来了精神，反唇相讥：“你能统治得更好吗？” |

愤怒的希拉克略将福卡斯斩首，并阉割了他，因为他强奸了城内的一位贵妇人。
610年10月5日，希拉克略在大皇宫内的圣斯蒂芬教堂正式加冕，并与法比婭·歐多基婭结婚，后者于612年去世。之后他与侄女玛蒂娜结婚，这次婚姻被人们认为是乱伦，很不受欢迎。尽管玛蒂娜受到君士坦丁堡人普遍的厌恶，希拉克略还是带着她参加各次战役，并拒绝了普世牧首塞尔吉乌斯一世要他离婚的要求。

## 602年-628年的东罗马-萨珊战争

### 波斯人初期的优势

611-624年的战争地图

602年，东罗马帝国驻巴尔干半岛的部队发动叛乱，推举百夫長福卡斯为皇帝，随后叛军进入君士坦丁堡，杀害了莫里斯皇帝及其家人。波斯萨珊王朝此时的君主库斯老二世当年就是被莫里斯皇帝扶上王位的（见572－591年东罗马－萨珊战争），此后两人之间一直存在同盟关系，于是库斯老以为莫里斯复仇为借口，发动了对东罗马帝国的入侵。库斯老的宫廷里还出现了一个自称是莫里斯长子狄奥多西斯的人，库斯老要求东罗马帝国拥立此人为皇帝。

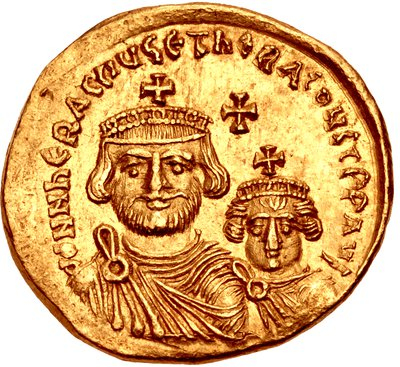
613-616年的希拉克略（头像）

战争初期波斯人很占优势，一部分原因是自然是东罗马帝国的内战，另外福卡斯也是个不受欢迎的统治者，历史记载称他为暴君，其统治也缺乏合法性，他还烧死了试图协调和平的美索不达米亚总督纳尔塞斯，使他进一步失去人心，这些原因使得他在内战中被轻易地推翻。
希拉克略即位时，萨珊军队已占领了美索不达米亚和高加索的东罗马帝国领地，611年又进军叙利亚和安纳托利亚。613年，希拉克略在安条克城下发起了一次反攻，但被波斯将领沙赫尔巴拉兹击败。波斯人随后占领了安纳托利亚的一部分，并占领了博斯普鲁斯海峡畔，与君士坦丁堡隔岸相望的迦克墩。
接下来的十年里，萨珊王朝征服了巴勒斯坦和埃及，安纳托利亚则被蹂躏，阿瓦尔人和斯拉夫人借机大举进攻巴尔干半岛，把帝国带到了毁灭的边缘。613年大马士革沦陷，614年耶路撒冷沦陷，波斯人摧毁了圣墓大教堂，夺走了真十字架，617-618年埃及又受到攻击，亚历山大沦陷（到621年，整个埃及行省都被占领）。据塞博俄斯记载，615年波斯军到达迦克墩时，希拉克略已同意退位，
让库斯老二世来挑选新皇帝，并把东罗马帝国降为萨珊波斯的附庸。在给库斯老的信中，他称自己是库思老二世“听话的儿子”，并“渴望做一切事情来使您（库思老）安心”，并称其为“至高无上的皇帝”。但库斯老二世拒绝了和平提议，逮捕了希拉克略的使者。
当波斯军逼近君士坦丁堡时，希拉克略还考虑过迁都迦太基，但牧首塞尔吉乌斯一世说服他留下来。

### 帝国反擊戰

624-628年的战争地图

此时，东罗马帝国的经济状况很差，领土大量丧失和瘟疫的流行使得税收大幅减少。为了组织一支能与波斯人对抗的军队，希拉克略采取了一系列措施，贬值货币，打击腐败，削减官员工资；在牧首的支持下，他动用教会财产组织部队，许多志愿者入伍，一支有战斗力的部队逐渐形成。希拉克略决定亲自率军进行接下来的战役。
622年4月5日，希拉克略率军离开君士坦丁堡，留下牧首塞尔吉乌斯一世和将军博努斯辅佐长子君士坦丁防御首都。他的军队在小亚细亚（可能是在比提尼亚地区）集结，在军营里放置耶稣圣像以鼓舞士气，这也体现了这场战争具有一定的宗教性质。希拉克略的部队在安纳托利亚东部击败了波斯将领沙赫尔巴拉兹。但次年他被迫回到君士坦丁堡以应对阿瓦尔人的入侵，希拉克略希望通过谈判解决问题，双方举行和谈，尽管阿瓦尔人背信弃义地发动袭击，险些擒获希拉克略，皇帝还是送给他们20万个金币换取他们的离开。
之后的几年中，希拉克略发起了多次进攻，624年3月25日，他再次离开君士坦丁堡，在高加索地区作战并对波斯本土发起袭击，当年中，他摧毁了祆教圣地阿杜尔·古什纳斯普；625年初的战斗中，他击败了三位波斯将领：沙赫尔巴拉兹、沙欣·瓦赫曼扎德甘和沙赫拉普拉坎。不过在624年，西哥特王国攻占了西班尼亚的首府卡塔赫纳，拜占庭帝国失去了在伊比利亚半岛的最后一片领地。626年，萨珊王朝联系阿瓦尔人发起了对君士坦丁堡的围攻，试图挽回不利的局势，但以失败告终，同时波斯将领沙欣带领的另一支部队又被希拉克略的弟弟狄奥多尔击败。

#### 西突厥參戰入侵波斯
之后，仍在高加索地区的希拉克略把女儿優多西婭·歐皮菲尼婭许给西突厥汗国的统叶护可汗（东罗马帝国史料称统叶护为Ziebel，因统叶护被莫賀咄可汗暗殺，许婚作废），并赠送给他大量财宝，统叶护随即向萨珊王朝发起进攻。希拉克略的手下截获了库斯老二世的信，信中命令处死攻打君士坦丁堡失败的波斯大将沙赫尔巴拉兹，希拉克略把信转交给了他，致使其不再服从波斯国君，率部撤至叙利亚，保持中立。

### 战争的结束
最后，希拉克略于627年冬天发起了对美索不达米亚的进攻，在尼尼微战役击败了尔哈赫扎德率领的波斯军，攻占了萨珊君主位于达斯塔吉德的行宫，但由于运河被堵塞，他没有攻打泰西封。这时萨珊王朝的贵族发起叛乱，推翻库斯老二世，拥立其子喀瓦德二世。库斯老随后被杀害，新君立即向希拉克略求和；最后签订的和平条约规定萨珊王朝放弃所占东罗马帝国领土，释放所有俘虏，缴纳一笔赔款，悉数归还在耶路撒冷抢走的真十字架和其他圣物。
战争结束几个月后，希拉克略凯旋进入君士坦丁堡，摄政君士坦丁和牧首塞尔吉乌斯一世带领欣喜若狂的民众迎接皇帝归来，人们都认为东罗马帝国新的黄金时代就要开始了。之后在一个庄严的仪式中，真十字架被重新树立在耶路撒冷。
亚美尼亚历史作者塞博俄斯这样记载当时的情景：
当他们（希拉克略与妻子）进入耶路撒冷城时，全城欢天喜地。皇帝、贵族、士兵和市民都都兴高采烈，人们满怀激情，泪洒如雨，皇帝和全体随员都激动地唱不出赞颂我主的颂歌。
这次战争也是东罗马帝国和萨珊王朝之间的最后一场战争，几个月之后，萨珊君主喀瓦德二世就去世了，随后萨珊波斯政治动荡，国君更换频繁，希拉克略也曾鼓动波斯将领沙赫尔巴拉兹篡位，直到632年伊嗣俟三世即位，萨珊波斯才勉强恢复了稳定，但到那时，多年的内战已使萨珊王朝变得非常虚弱。东罗马帝国虽获得胜利，但国力消耗也极大，财政储备基本耗尽，难以抚恤老兵，征召新兵。乔治·利斯卡认为：“不必要的长期的东罗马-萨珊波斯战争为伊斯兰征服开辟了道路”。最终，两国都被即将到来的穆斯林征服之洪流所淹没，东罗马帝国失去大片领土，萨珊王朝则于651年灭亡。

## 与阿拉伯人的战争

雅尔穆克战役前两军的部署

原本东罗马帝国同阿拉伯半岛的游牧部落没有什么交集，629年，先知穆罕默德成功统一了阿拉伯半岛，把众多贝都因部落团结在一起。原本分裂的诸部落实力弱小，不足以对北面的两个强国造成真正的威胁，但当他们团结在伊斯兰教旗帜下时，一个新的强大的国家形成了。他们与东罗马帝国军队的第一次战斗发生于629年9月，作为对东罗马帝国盟友加萨尼王国杀害穆斯林使者的报复，一支小规模阿拉伯部队袭击了阿拉伯行省；东罗马帝国军队击退了敌军，所以他们也没有意识到阿拉伯人的威胁，没有加强边境守备。除此之外，东罗马帝国军队几乎没有同阿拉伯人作战的经验，更没有接触过被宗教热情驱动的穆斯林大军。莫里斯皇帝的著作《战略》被认为是一本全面的军事手册，其中也没有提到阿拉伯人。
在哈里发阿布·伯克尔平定内部动乱后，阿拉伯人的征服开始了，634年2月，他命令穆斯林军队攻打叙利亚。东罗马帝国军队在阿季奈迪恩战役等数场战斗中被打败，大马士革在634年9月沦陷，随后的法尔战役中，巴勒斯坦的守军主力被击败并溃散。最终希拉克略于635-636年集结了一支大军，由狄奥多尔·特里堤里乌斯指挥（实际指挥权在亚美尼亚裔将领瓦汉手里），试图发起反击，但在8月的雅尔穆克战役中被阿拉伯将领“真主之剑”哈立德率军歼灭，希拉克略闻讯从安条克逃回君士坦丁堡，几年之内，整个黎凡特全部沦陷。
据说，希拉克略在离开安条克时，说了如下的话：
|  | 永别了叙利亚，我美丽的行省。你现在成了异教徒的领地——敌人将拥有多么美丽的土地啊！ |

随后阿慕尔·伊本·阿斯于639年率领阿拉伯军队进攻埃及，次年包围了巴比伦要塞并在战斗中击败了东罗马帝国军队，埃及总督亚历山大牧首居鲁士试图与阿拉伯人谈和，但被希拉克略拒绝。641年2月，希拉克略去世，埃及守军的士气因而下降，最终埃及首府亚历山大于642年沦陷。

## 内政

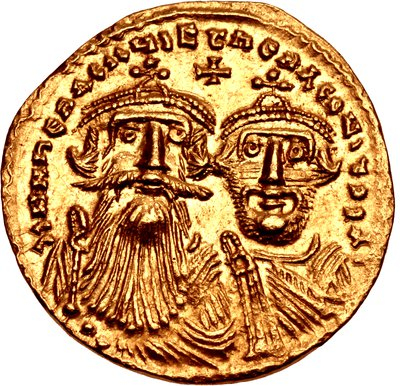
印有希拉克略与其子半身像的硬币（铸于629-632年）

希拉克略试图解决帝国中长期存在的正统教义与一性论的矛盾，以实现教会的统一。正统教义认为基督有神人两性，一性论则认为只有一性，希拉克略则支持一种新的“基督一志论”，一志论承认基督有神人两性，但认为其只有一个意志，由此部分实现了两种教义的调和。但两大神学阵营中的顽固者，如耶路撒冷牧首索夫罗纽斯、罗马教宗塞维里乌斯等人对新理论表示反对，使得这一努力最终没有产生太大的影响。但教义分歧问题最终还是以戏剧性的方式得到解决——主要拥护一性论的叙利亚和埃及都在希拉克略统治末期被阿拉伯人占领，帝国剩余的领土中正统教义都占优势，困扰帝国数个世纪的纷争从此不再成为一个重要的政治问题。
关于希拉克略在军区制创立中的历史作用，现代研究中存在争议，著名历史学家乔治·奥斯特洛格尔斯基认为希拉克略在安纳托利亚设置了四个军区，但也有一些学者认为军区制是在希拉克略的孙子君士坦斯二世统治时期创立的；A·A·瓦西里耶夫认为，希拉克略至少为亚美尼亚军区的建立做了贡献。为对抗敌人，希拉克略还设立了司库办公室以加强财政管理。
629年，东罗马帝国的官方文件中第一次使用“巴西琉斯”这一头衔来称呼希拉克略，之前皇帝的主要头衔一直是英白拉多的希腊语形式Αυτοκράτωρ（Autokrator），一些学者认为是希拉克略的亚美尼亚血统促使他选择了这一头衔。除此以外，帝国在其他方面也更加希腊化，远在使用这一头衔之前，希拉克略就规定希腊语为帝国的官方语言。
定居在巴尔干半岛的克罗地亚人和塞尔维亚人与希拉克略建立了外交联系，帝国承认他们为帝国的附属。塞尔维亚人曾迁居马其顿，成为帝国的同盟者，并应希拉克略的要求，皈依了基督教（在626年前）。他还要求罗马教宗若望四世向信仰斯拉夫多神教的克罗地亚人派遣了传教士。

## 成就与传奇

### 成就

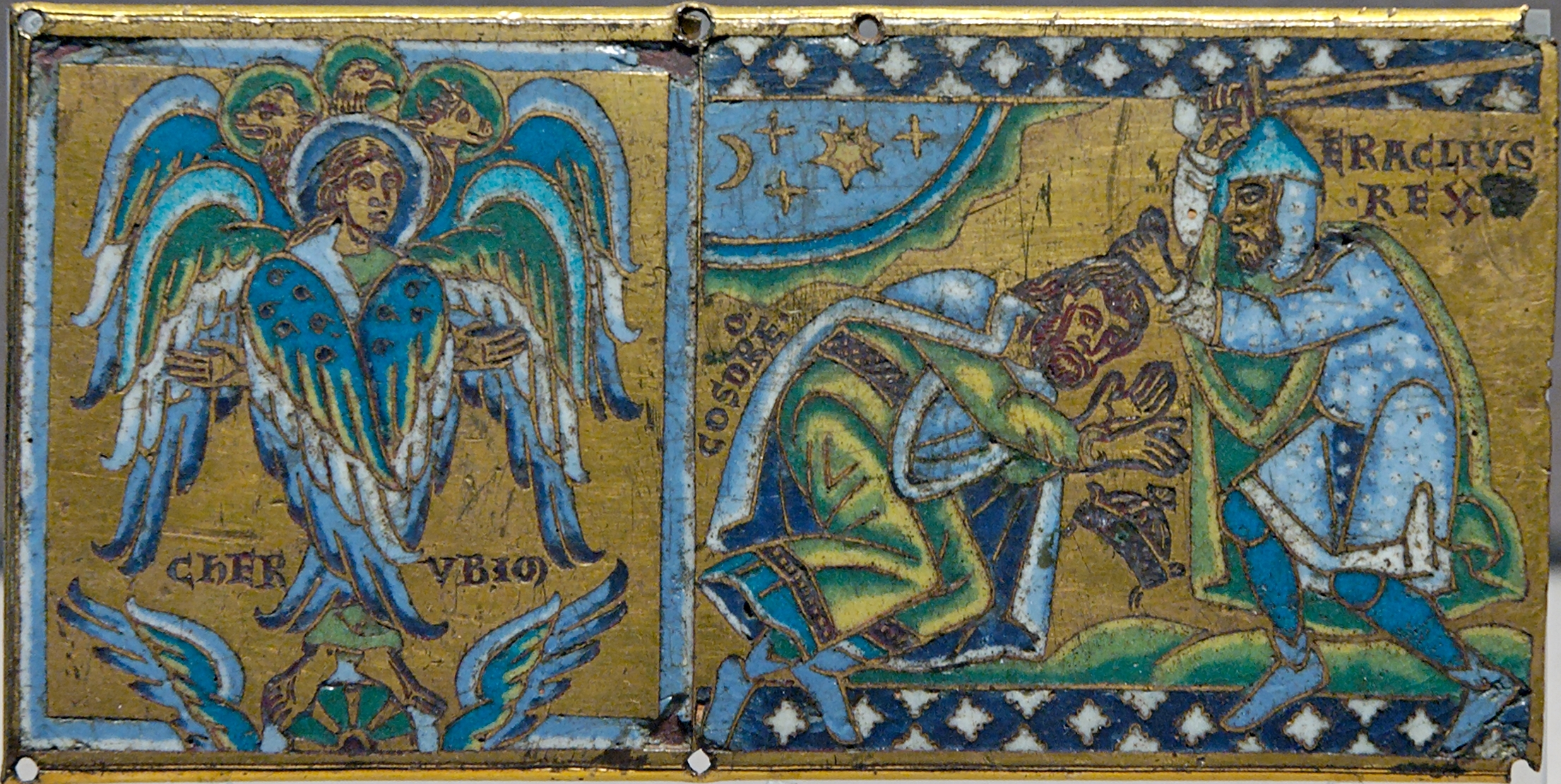
希拉克略和天使基路伯接受库思老二世的投降（搪瓷作品，铜质镀金，约制作于1160-1170年，现藏卢浮宫）；这一题材是虚构的，库思老二世并没有向希拉克略屈服

希拉克略是个出色的将领，也是东罗马帝国最伟大的皇帝之一，他的政府改革抑制了腐败，在四面受敌的情况下成功重建了帝国的军队，最终打败了萨珊王朝。波斯战争后，人们称他为“新大西庇阿”，诺曼·戴维斯认为，如果希拉克略这时死去，他将成为“自凯撒以来最伟大的罗马将军”。尽管在与阿拉伯人的战争中遭遇失败，丢失大片领土，他还是成功守住了安纳托利亚，为后来帝国的复兴保留了基础。

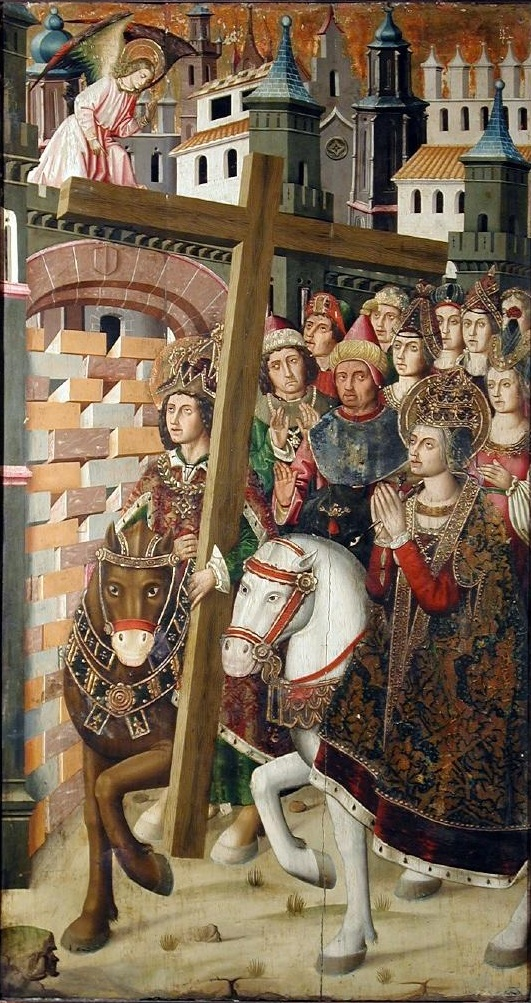
15世纪的西班牙绘画，描绘希拉克略带着真十字架进入耶路撒冷的场景，真十字架的发现者圣海伦娜也出现在画面上

爱德华·吉本在《罗马帝国衰亡史》中这样评价希拉克略：
在历史著名人物中，希拉克略算是一个性格特殊而矛盾的人。在他长期统治的早期和晚期，他看起来像是怠惰、享乐和迷信的奴隶，对国家的灾难漠不关心，有如置身事外的旁观者。但晨间和薄暮时停滞的浓雾，被正午明亮的阳光驱散。阿卡狄乌斯的皇宫成为凯撒的军营，他发动六次冒险犯难的战役，建立举世钦佩的功勋，恢复罗马帝国和他自己的荣光……自大西庇阿同汉尼拔争霸的时代后，再也没有人像希拉克略一样以无畏的冒险行动，完成拯救帝国的任务。

### 收回真十字架
希拉克略因他收回真十字架的壮举，受到西方教会的赞赏。614年，这一圣物被波斯人抢走，但当628年希拉克略兵临波斯首都时，刚刚被贵族拥立的波斯新君喀瓦德二世开始了与拜占庭皇帝的和谈。喀瓦德此时实际已病入膏肓，他希望希拉克略能保护他年幼的继承人阿尔达希尔，所以他委托谈判代表把真十字架交还给皇帝，以此来争取皇帝的支持。
战争结束后，希拉克略于629年或630年的3月21日将真十字架重新安置在耶路撒冷。中世纪的西欧基督徒因他的这一伟业称他为“第一个十字军战士”，他的画像出现在法国勒蒙-圣米歇尔的圣殿里（约1060年），随后希拉克略的事迹作为绘画题材流行起来，尤其是在法国、亚平宁半岛和神圣罗马帝国。希拉克略夺回真十字架的故事也出现在13世纪西欧的圣徒传记《黄金传说》中，书中描述：希拉克略扛着真十字架，不遵从牧首的要求，坚持骑马进城；但十字架过重，使他无法前进，但当他下马并摘掉皇冠后，重担奇迹性地变轻了，城门也自动为他打开。描绘希拉克略的故事的著名画作有皮耶罗·德拉·弗朗切斯卡的湿壁画《真十字架传奇》等。
也有一些学者对此表示怀疑，康斯坦丁·祖克尔曼认为真十字架早已丢失，希拉克略带回的只是赝品，这一骗局是为了满足希拉克略和他的盟友，波斯将军沙赫尔巴拉兹的政治需要而捏造的。

### 希拉克略与伊斯兰教

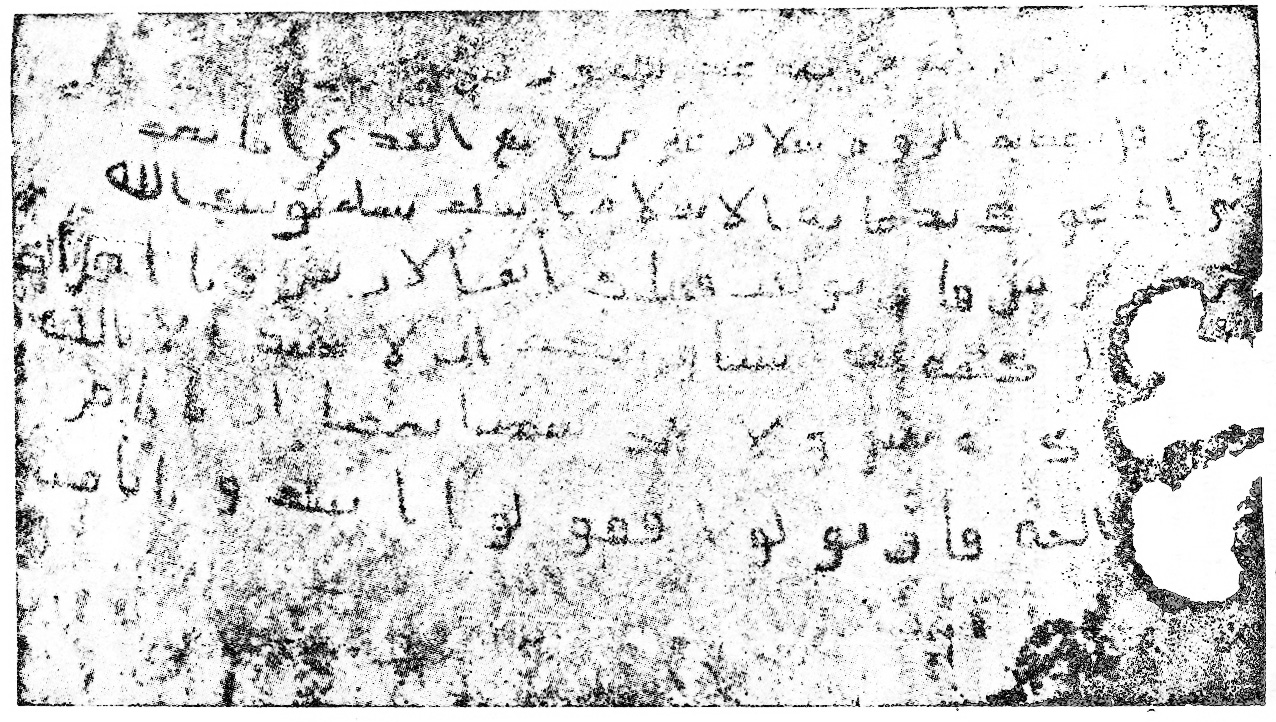
据说是穆罕默德送给希拉克略的信

在《古兰经》第30苏拉（章）“罗马人”（ar-Rūm）中，穆罕默德预言了东罗马帝国会在与波斯人的战争中获得胜利：
30:2 罗马人已败北于
3 最近的地方。他们既败之后，将获胜利，
4 于数年之间。以前和以后，凡事归真主主持。在那日，信道的人将要欢喜。
由于希拉克略是伊斯兰教形成时在位的拜占庭皇帝，他的形象出现在阿拉伯文学中，也出现在圣训和先知传记中，成为伊斯兰历史中少数几个经常被讨论的拜占庭皇帝之一。
1728年在肯尼亚帕泰岛写成的斯瓦希里语史诗《坦布卡的故事》（或称Kyuo kya Hereḳali，希拉克略之书）从穆斯林的角度描述了阿拉伯-东罗马战争。这部作品描述希拉克略拒绝了穆罕默德要他放弃基督教的要求，因而被穆斯林击败。
传统上，穆斯林认为希拉克略算是一个虔诚而正直的统治者，14世纪的学者伊本·凯西尔宣称：“希拉克略可列入最明智、最坚决、最精明、最深沉、最固执己见的国王之列，他的伟大统治使罗马人得到了荣光。”
当代历史学家埃尔·凯赫和劳伦斯·康拉德等人注意到，一些伊斯兰文献甚至认为希拉克略在比较基督教与伊斯兰教后，皈依了伊斯兰教，承认穆罕默德是先知。伊斯兰历史学家经常引用一封据说是希拉克略写给穆罕默德的信，主要内容是：“我收到了你托你的使者送来的信，玛利亚的儿子耶稣已向我宣告了，我相信你就是《新约》中的上帝的使者。”埃尔·凯赫提到，一些穆斯林记载称，希拉克略接下来试图说服帝国的统治阶层改信，但遭到他们的强烈反对，于是希拉克略顺势声称他只是在测试他们对基督教的忠诚。埃尔·凯赫声称这些记载“对增加我们的历史知识来说只有一点点贡献”，这种记载更多是一种伊斯兰教的传道辞，旨在证明穆罕默德的确是先知。
多数学者认为这种描述希拉克略皈依伊斯兰教的记载“完全是传道辞”，从这种资料中获得真实历史情况是“非常困难的”。他们认为穆罕默德派遣的任何使者都不会得到拜占庭帝国的接受和认可，除伊斯兰教记载外，没有任何证据表明希拉克略在穆罕默德时代就听过说伊斯兰教，他和他的顾问们一开始很可能把伊斯兰教当成了犹太教的一个特殊支派。

## 家庭与继承问题

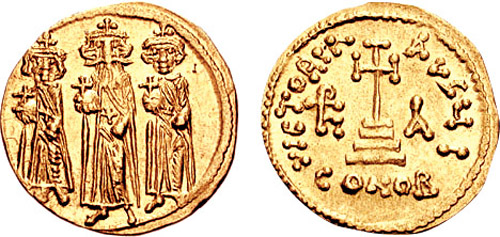
希拉克略统治晚期发行的索利都，上有希拉克略、君士坦丁三世、赫拉克洛纳斯三人之形象

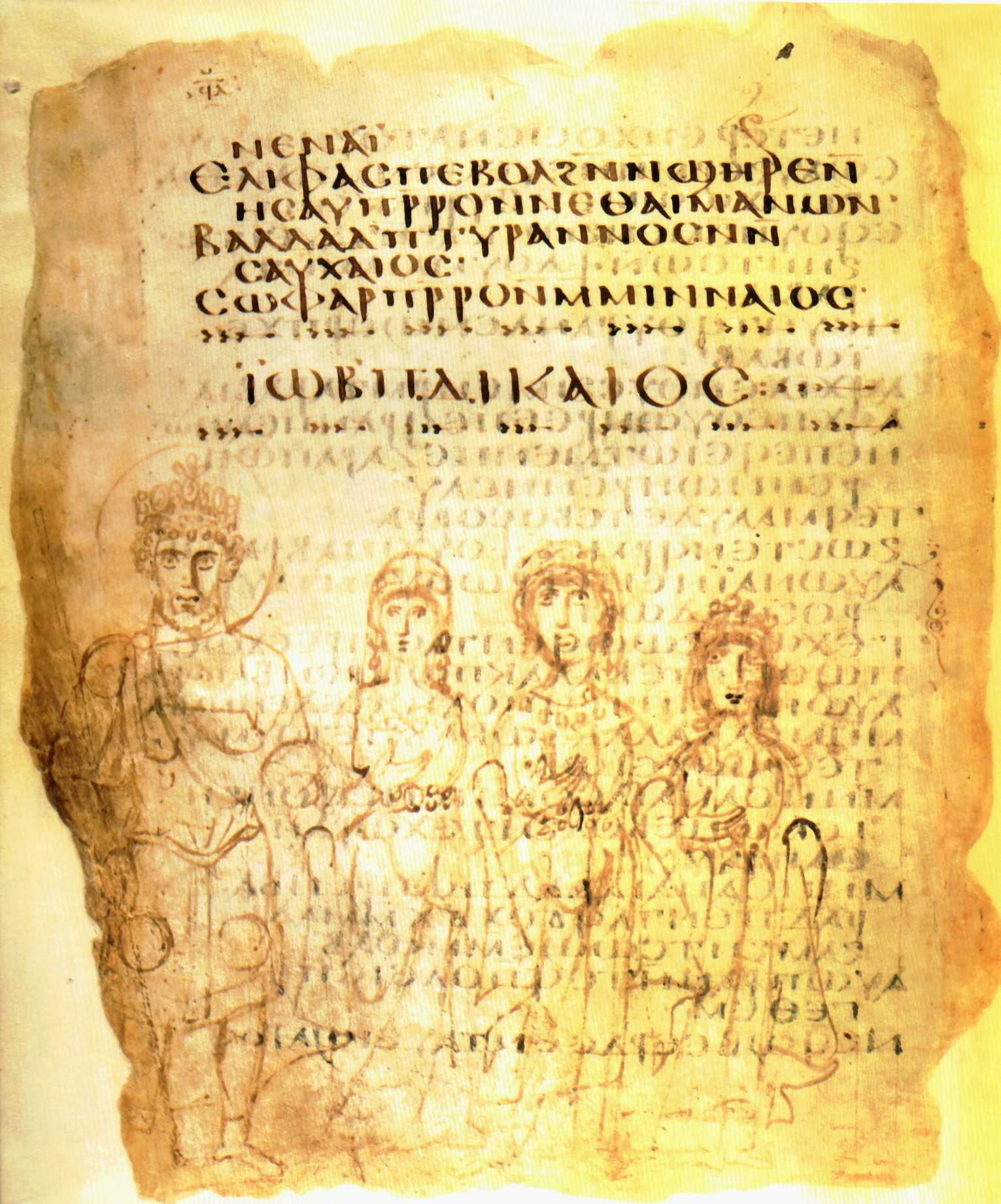
7世纪早期描绘约伯一家的画作，图中人物头戴皇冠，可能是以希拉克略（左）及其妻子玛蒂娜、妹妹埃皮法妮娅、女儿优多西娅为原型。

希拉克略结过两次婚，第一任妻子是法比婭·歐多基婭，她死后，希拉克略又娶了自己的侄女玛蒂娜。他与歐多基婭育有一子一女：公主優多西婭·歐皮菲尼婭和皇子君士坦丁；与玛蒂娜有九个或十个孩子，大多疾病缠身，其中至少两人有残疾：法比乌斯（弗拉维乌斯）背部瘫痪，狄奥多西斯是聋哑人，这被人认为是对乱伦婚姻的天罚。后来狄奥多西斯与波斯将领沙赫尔巴拉兹的女儿（或许是希拉克略堂兄尼刻塔斯的女儿）妮克结婚。
希拉克略至少有一个私生子，名叫约翰·阿塔拉利科斯，后来他与希拉克略的侄子狄奥多鲁斯（狄奥多尔之子）及亚美尼亚贵族大卫·萨哈鲁尼一起阴谋叛乱。事泄之后，希拉克略命令割去约翰的鼻子并砍断一支手臂，然后把他流放到王子群岛中的普林基波岛（今名比于卡达岛）；狄奥多鲁斯除了割鼻和断手外，还失去了一条腿，他被放逐到高多墨莱特（大概是今日的戈佐岛）。
希拉克略生命的最后几年中被继承问题困扰，他的长子君士坦丁和其继母玛蒂娜之间产生了冲突，玛蒂娜试图让自己的儿子赫拉克洛纳斯（希拉克略二世）继位，最后希拉克略决定让君士坦丁和赫拉克洛纳斯共同继位，并尊玛蒂娜为女皇，三人在他死后共同统治。
最终这一方案得到执行，641年2月希拉克略去世，三人继位，但几个月后君士坦丁去世，民众怀疑是玛蒂娜和赫拉克洛纳斯谋害了他。641年11月，反對玛蒂娜的帝國軍隊亦发动政變進軍君士坦丁堡废黜并流放了二人，玛蒂娜被割去舌头，赫拉克洛纳斯被割鼻，君士坦丁的儿子君士坦斯二世继位。

## 脚注与参考资料

### 脚注
1. ↑  . Syriaca-Arabica-Iranica (Paris-Moscow). 2012, 61: 280–300. （原始内容存档于2012-01-27）.
2. ↑  Treadgold 1997，第287頁
3. ↑  . . 2005-07-20  [2013-08-17]. （原始内容存档于2013-09-28）.
4. 1 2  Kaegi 2003，第24頁
5. 1 2  Mitchell 2007，第411頁
6. ↑  Kaegi 2003，第49頁
7. ↑  Olster 1993，第133頁.
8. ↑  Charles 2007，第177頁.
9. 1 2  Kaegi 2003，第106頁
10. ↑  Gibbon 1994，第902頁
11. ↑  Kaegi 2003，第67–68頁
12. ↑  Gibbon 1994，第906頁
13. ↑  Norwich 1997，第89頁
14. ↑  Haldon 1997，第41頁
15. 1 2  Speck 1984，第178頁
16. ↑  Kaegi 2003，第76–77頁
17. ↑  Dodgeon, Greatrex & Lieu 2002，第194-195頁
18. ↑  Dodgeon, Greatrex & Lieu 2002，第197頁
19. ↑  Kaegi 2003，第95頁
20. ↑  Dodgeon, Greatrex & Lieu 2002，第196頁
21. ↑  Gibbon 1994，第908-909頁
22. ↑  Pourshariati, Parvaneh, author. . 2017-03-30: 141. ISBN 9781784537470. OCLC 953439586.
23. 1 2  Fidler, Richard, 1964- author. . 2018-11-13: 159. ISBN 1681779013. OCLC 1023526060.
24. ↑  Kaegi 2003，第88頁
25. ↑  Kaegi 2003，第105頁
26. ↑  Kaegi 2003，第90頁
27. ↑  Norwich 1997，第91頁
28. ↑  Oman 1893，第207頁
29. 1 2  Dodgeon, Greatrex & Lieu 2002，第198頁
30. ↑  Theophanes 1997，第303-304頁
31. ↑  Cameron 1979，第23頁
32. ↑  Grabar 1984，第37頁
33. ↑  Treadgold 1997，第294頁
34. ↑  Kaegi 2003，第116頁
35. ↑  Kaegi 2003，第119頁
36. 1 2  Kaegi 2003，第120頁
37. ↑  Theophanes 1997，第304-306頁
38. ↑  Dodgeon, Greatrex & Lieu 2002，第199頁
39. ↑  Kaegi 2003，第127頁
40. ↑  Theophanes 1997，第307-308頁
41. ↑  Dodgeon, Greatrex & Lieu 2002，第202-205頁
42. ↑  The Oxford Dictionary of Byzantium, article Cartagena, p. 384.
43. ↑  Cameron 1979，第5-6,20-22頁
44. ↑  Norwich 1997，第93頁
45. ↑  桂宝丽 2013，第16-18頁.
46. ↑  Norwich 1997，第92頁
47. ↑  Kaegi 2003，第143頁
48. ↑  Kaegi 2003，第151頁
49. ↑  Treadgold 1997，第298頁
50. ↑  Kaegi 2003，第173頁
51. 1 2  Norwich 1997，第94頁
52. 1 2  Baynes 1912，第288頁.
53. ↑  Oman 1893，第212頁
54. ↑  Kaegi 2003，第178, 189–190頁
55. ↑  Kaegi 2003，第185–186頁
56. ↑  Bury 2008，第245頁
57. ↑  Baynes 1912, passim.
58. ↑  Haldon 1997，第46頁
59. ↑  瓦西里耶夫 2019，第310頁.
60. ↑  Pourshariati 2008，第177頁
61. 1 2  Kaegi 2003，第227頁
62. ↑  Kaegi 2003，第227頁.
63. ↑  Beckwith 2009，第121頁.
64. ↑  Kaegi 1995，第39頁
65. ↑  Kaegi 1995，第43–44頁
66. ↑  Liska 1998，第170頁
67. ↑  Foss 1975，第746–747頁.
68. ↑  Milani 2004，第15頁.
69. ↑  Lewis 2002，第43-44頁
70. ↑  Kaegi 2003，第231頁
71. 1 2 3  Kaegi 2003，第230頁
72. ↑  Luttwak 2009，第199頁
73. ↑  Akram 2004，第246頁
74. ↑  Kennedy 2007，第82頁
75. 1 2  Regan 2003
76. ↑  Runciman 1987，第17頁
77. ↑  Franzius.
78. ↑  Vgl. Christian Lange: Mia Energeia: Untersuchungen zur Einigungspolitik des Kaisers Heraclius und des Patriarchen Sergius von Constantinopel. Tübingen 2012, S. 531 ff.
79. ↑  瓦西里耶夫 2019，第346-347頁.
80. ↑  Ostrogorsky 1956，第95–98;101頁
81. ↑  Treadgold 1997，第316頁
82. ↑  Haldon 1997，第211–217頁
83. ↑  瓦西里耶夫 2019，第356頁.
84. ↑  Kouymjian 1983，第635-642頁
85. ↑  存在争议，见dazu Irfan Shahid, The Iranian Factor in Byzantium during the Reign of Heraclius. In: Dumbarton Oaks Papers 26, 1972, S. 293–320 sowie Irfan Shahid, 关于东罗马帝国早期外交中巴西琉斯这一头衔的使用，见Dumbarton Oaks Papers 32, 1978, S. 29–75; Constantin Zuckerman, 关于皇帝头衔和巴西琉斯称号的问题，参见Travaux et Mémoires du Centre de recherche d'Histoire et Civilisation de Byzance 16, 2010, S. 865–890 (online （页面存档备份，存于）; PDF; 1,4 MB).
86. ↑  Davis 1990，第260頁
87. 1 2  Kaegi 2003，第319頁
88. ↑  De Administrando Imperio, ch. 32 [Of the Serbs and of the country they now dwell in.]: "the emperor brought elders from Rome and baptized them and taught them fairly to perform the works of piety and expounded to them the faith of the Christians."
89. ↑  Deanesly 1969，第491頁
90. ↑  Oman 1893，第206頁
91. ↑  Davies 1998，第245頁
92. ↑  Collins 2004，第128頁
93. ↑  Gibbon 1994，第914,918頁
94. ↑  Thomson, Howard-Johnston & Greenwood 1999，第221頁
95. ↑  Frolow 1953，第88–105頁.
96. 1 2  Zuckerman, Constantin. . Constructing the Seventh Century. Travaux et mémoires (Paris: Association des amis du Centre d'histoire et civilisation de Byzance). 2013: 197–218  [2016-01-08]. ISBN 978-2-916716-45-9. （原始内容存档于2018-02-10）.
97. ↑  Baert 2008，第03–20頁.
98. ↑  Souza 2015，第27–38頁.
99. ↑  Jacobus, de Voragine, approximately 1229-1298. . London: Penguin Books. 1998. ISBN 0-14-044648-6. OCLC 44685569.
100. ↑  Beck, James. . Artibus et Historiae. 2003, 24 (47): 51. ISSN 0391-9064. doi:10.2307/1483760.
101. ↑  Majid, Ali Khan. . New Delhi: Idarah-i Adabiyat-i Delli. 1980. OCLC 949092266.
102. ↑  . 2015. （原始内容存档于2015-05-22）.
103. 1 2  El-Cheikh 1999，第7頁
104. ↑  Summary of the plot of the poem 的存檔，存档日期2007-09-30. at the Swahili Manuscripts Project at the School of Oriental and African Studies of London.
105. 1 2  El-Cheikh 1999，第9頁
106. ↑  El-Cheikh 1999，第12頁
107. ↑  Conrad 2002，第120頁.
108. ↑  Haykal 1994，第402頁.
109. ↑  El-Cheikh 1999，第14頁
110. ↑  El-Cheikh 1999，第54頁
111. ↑  Lawrence I. Conrad. 'Heraclius in Early Islamic Kerygma' Edited by Reinink and Stolte. (Leuven, Paris: Peeters, 2002)
112. ↑  Kaegi 2003，第236頁
113. ↑  Kaegi 2003，第229頁
114. ↑  Weitzmann 1979，第35-36頁另见https://www.metmuseum.org/art/collection/search/477154 （页面存档备份，存于）
115. ↑  Alexander 1977，第230頁.
116. ↑  Spatharakis 1976，第19頁.
117. 1 2 3  Bellinger & Grierson 1992，第385頁
118. ↑  Charanis 1959，第34頁
119. ↑  Sebeos; Translated from Old Armenian by Robert Bedrosian. . . History Workshop.   [2009-10-22]. （原始内容存档于2008-12-09）.
120. 1 2  Nicephorus 1990，第73頁

## 延伸阅读
- Kazhdan, Alexander P.  1991. Oxford University Press. ISBN 0-19-504652-8.
- Hovorun, Cyril. . Leiden-Boston: BRILL. 2008. ISBN 978-9004166660.